# المركز المصري للملكية الفكرية وتكنولوجيا المعلومات
المركز المصري للملكية الفكرية وتكنولوجيا المعلومات هو جمعية أهلية مصرية تعمل علي نشر ثقافة ووعي الحفاظ علي حقوق الملكية الفكرية والوعى باستخدامات تكنولوجيا المعلومات بما يساعد علي تنمية المشروعات الصغيرة والمتوسطة.

## أهداف المركز
- نشر وتنمية الوعى بحماية حقوق الملكية الفكرية والمجالات المرتبطة بها.
- نشر ثقافة استخدامات تكنولوجيا المعلومات والاتصالات في مناحى الحياة المختلفة لما لها من تأثير على عمليات التنمية في مصر.
- المساهمة في تهيئة المناخ التشريعى والتنظيمى لمجالات تكنولوجيا المعلومات، وحقوق الملكية الفكرية والمجالات المرتبطة بها.
- المساهمة في بناء مجتمع المعلومات المصري.
- المساهمة في صياغة وتنفيذ إستراتيجية شاملة لتنمية حقوق الملكية الفكرية وحمايتها.
- تنمية الكوادر البشرية في مجالات تكنولوجيا المعلومات وحقوق الملكية الفكرية والمجالات المرتبطة بها
- تنمية ودعم قدرات المشروعات الصغيرة والمتوسطة من خلال توظيف تكنولوجيا المعلومات والاتصالات وتسجيل وتقييم وإدارة حقوق الملكية الفكرية.
- المساهمة في إيجاد فرص عمل للشباب من خلال توظيف تكنولوجيا المعلومات والاتصالات وتفعيل حقوق الملكية الفكرية.
- المساهمة في بناء وتطوير وتنظيم صناعة البرمجيات ونظم المعلومات بما يساهم في دفع عجلة التنمية التكنولوجية.
- المساهمة في تشجيع وجذب الاستثمارات الأجنبية من خلال دعم إجراءات تطبيق قانون حماية حقوق الملكية الفكرية، ومكافحة جرائم القرصنة.[2]

## الأنشطة
- عقد المؤتمرات وورش العمل والدورات التدريبية والندوات في إطار تحقيق أهداف وأنشطة المركز.
- إصدار مطبوعات دورية وغير دورية لتحقيق أهداف المركز ونشر البحوث والدراسات الخاصة بمجالات عمل المركز.
- تقديم الاستشارات الفنية والقانونية وخدمات التسجيل والتقييم والإدارة لحقوق الملكية الفكرية.
- إعداد وتنفيذ الدراسات المتخصصة في مجالات تكنولوجيا المعلومات وحقوق الملكية الفكرية.
- إعداد وصياغة نماذج لتراخيص الاستخدام والاستغلال والعقود بأنواعها المختلفة.
- رصد ومتابعة التطورات القانونية والاقتصادية والتقنية في مجالات الملكية الفكرية وتكنولوجيا المعلومات.
- بناء وتنفيذ برامج ومشروعات لمكافحة القرصنة والتقليد في جميع المجالات.
- بناء وتنفيذ برامج ومشروعات لحماية المستهلك في مجالات تكنولوجيا المعلومات والاتصالات وحقوق الملكية الفكرية.
- العمل على تنفيذ مشروعات وبرامج لتنمية المجتمع من خلال الاستفادة بحقوق الملكية الفكرية والحفاظ عليها بالتعاون مع الجهات الحكومية وغير الحكومية.
- بناء وتصميم وتطوير وتوطين برامج ونظم الكمبيوتر المختلفة للأعضاء وللجهات الحكومية وغير الحكومية.
- تصميم وتنفيذ برامج دعم وتنمية مهارات التفاوض والتعاقد والتراخيص في مجالات الملكية الفكرية وتكنولوجيا المعلومات.
- تقديم خدمات الوساطة وتسوية المنازعات فيما يتعلق بتكنولوجيا المعلومات وحقوق الملكية الفكرية ومشاكلها للأعضاء وغير الأعضاء.
- إقامة أو الاشتراك في المعارض والمؤتمرات في مجال عمل المركز.
- الاشتراك في والتعاون مع الجمعيات والمنظمات والاتحادات المحلية والإقليمية والعالمية الحكومية وغير الحكومية المعنية بحماية حقوق الملكية الفكرية وتكنولوجيا المعلومات.[3]

## خدمات التسجيل
يقدم المركز المصري للملكية الفكرية وتكنولوجيا المعلومات خدمات التسجيل للاختراعات والعلامات التجارية والرسوم والنماذج الصناعية وحقوق المؤلف وذلك لدى المكاتب المعنية بتسجيل تلك الحقوق في جمهورية مصر العربية، كما أن المركز يعتبر نقطة اتصال معتمدة من هيئة تنمية صناعة تكنولوجيا المعلومات في عملية تسجيل البرمجيات وقواعد البيانات تستطيع الشركات والمنشآت التسجيل لديه والحصول على الخدمات التي تقدمها هيئة تنمية صناعة تكنولوجيا المعلومات في هذا المجال.

## وصلات خارجية
- الموقع الإلكتروني للمركز